# Limba gogo
Limba gogo  este o limbă bantu, vorbită în regiunea Dodoma din Tanzania. Ea face parte dintr-un grup de limbi, alături de kagulu, kihehe, sangu și nilamba. Gogo este limba principală a Bisericii Anglicane din Tanzania, al cărui sediu central se află în Dodoma încă din 1970.